# Hermigua
Hermigua is een gemeente in de Spaanse provincie Santa Cruz de Tenerife in de regio Canarische Eilanden met een oppervlakte van 39 km². Hermigua telt 1.924 inwoners (1 januari 2016). De gemeente ligt op het eiland La Gomera.

## Davits van Hermigua

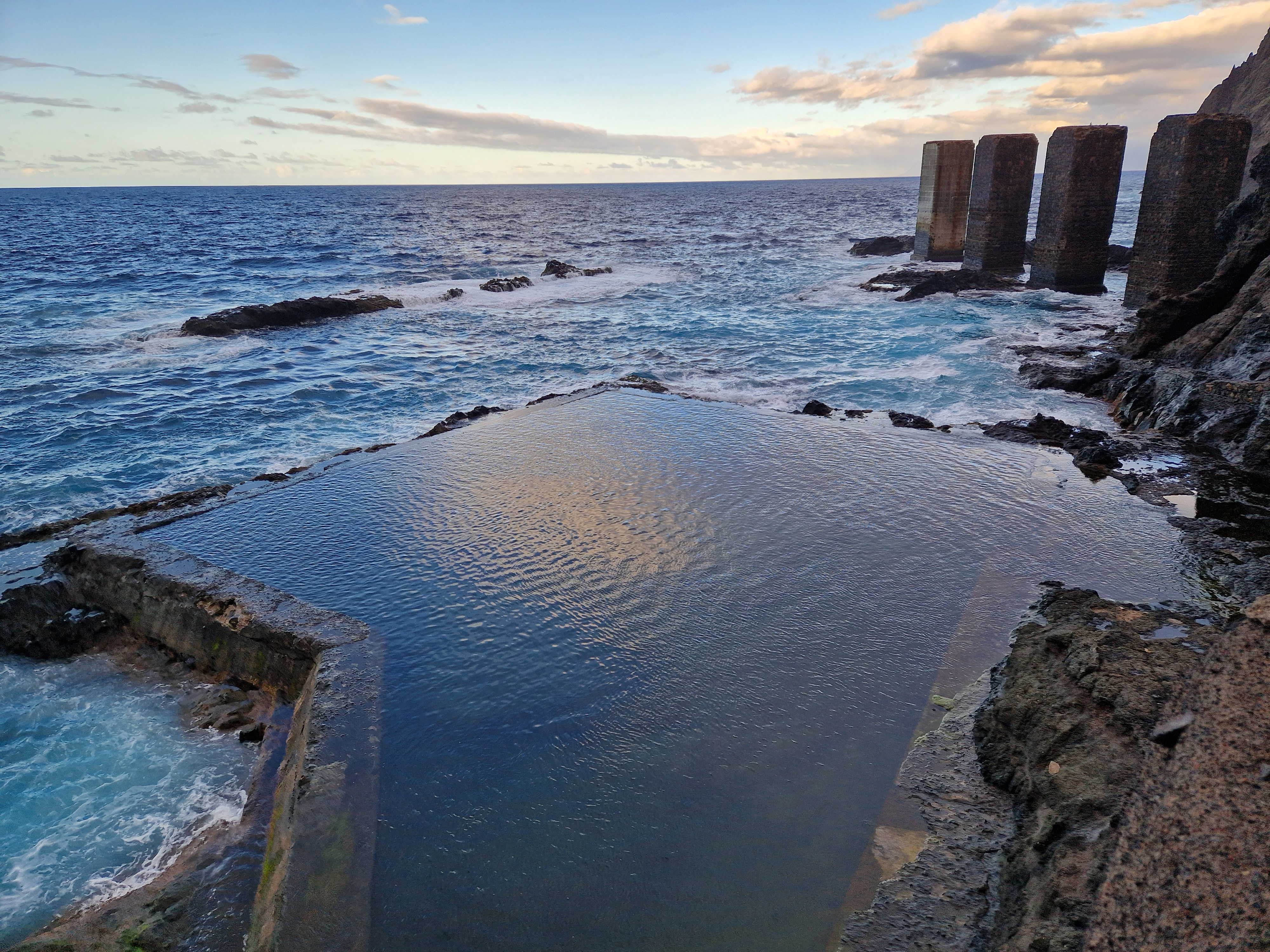
Zwembad op de plek van de eerste davit met op de achtergrond de pilaren van de nooit voltooide tweede davit

Ten noordoosten van de plaats liggen de restanten van twee vroegere davits. Een daarvan werd van 1908 tot 1955 (toen de haven van San Sebastian gereed kwam) gebruikt voor de overslag van vooral bananen en tomaten van de boeren in en rondom de plaats. Deze davit vormde een grote vooruitgang te opzichte van de periode ervoor, toen nog alle bananen op de schouder over het eiland over 20 kilometer naar San Sebastian moesten worden gedragen. De davit zorgde voor een grote groei van de economie in de plaats. Begin jaren 1920 werd daarom begonnen met de bouw van een nog grotere davit ernaast. De Grote Depressie, de Spaanse Burgeroorlog, Tweede Wereldoorlog, de aanleg van een weg over het eiland en de aanleg van een grote haven bij San Sebastian zorgden er echter voor dat de bouw daarvan gestaakt werd en ook de andere davit buiten dienst gesteld werd. Op de plek van de eerste davit bevindt zich nu een natuurlijk zwembad. Van de tweede davit resteren vier massieve betonnen peilers in de zee.
Agulo · Alajeró · Hermigua · San Sebastián de La Gomera · Vallehermoso · Valle Gran Rey